# Colocleora melancheima
Colocleora melancheima là một loài bướm đêm trong họ Geometridae.